# Guglielmo Sirleto
Guglielmo Sirleto (né en 1514 à Guardavalle, dans le royaume de Naples et mort le 6 octobre 1585 à Rome) est un cardinal italien du XVIe siècle.

## Biographie
Né en 1514 à Guardavalle, petit village près de Stilo en Calabre, Guglielmo Sirleto étudie l'hébreu, le grec, le latin, la philosophie, les mathématiques et la théologie  à Naples. Il a raro talento, e prodigiosa memoria. Sirleto va à Rome et entre en  service du cardinal Marcello Cervini, le futur pape Marcel II et un des présidents du concile de Trente. Le pape Marcel II le nomme secrétaire des mémorials et dépositaire de la bibliothèque du Vatican. Sirleto est protonotaire  apostolique de numero participante, pendant le pontificat de Paul IV.
Il est créé cardinal par le pape Pie IV lors du consistoire du 12 mars 1565. Il est nommé administrateur et évêque de San Marco en 1566 et est consacré le 13 octobre de la même année par le pape Pie V avec comme co-consécrateurs Giacomo Savelli et Niccolò Caetani. Il est transféré à Squillace en 1568. En 1572 Sirleto est nommé bibliothécaire de la  bibliothèque du Vatican. Il est président de la commission pour réformer le calendrier et camerlingue du Sacré Collège en 1584-1585. Sirleto est aussi président des commissions pour réformer le bréviaire et le missel romain et directeur de la nouvelle édition de la martyrologe  romain.
Le cardinal Sirleto participe aux conclaves de 1565-1566 (élection de Pie V ), de 1572 (élection de Grégoire XII) et de 1585 (élection de Sixte V).

## Œuvres
- Vitæ sanctorum in latinum versæ, et a Metaphraste editæ, dans les deux derniers volumes des Vitæ sanctorum, publiées par Luigi Lippomano, Venise, 1551-1558, 6 vol. in-4° ;
- Adnotationes variarum lectionum in psalmos, dans l’Apparatus de la Bible polyglotte d'Anvers, 1569, in-folio ;
- Menologium græcorum, nunc primum e MS. in lucem editum, dans le tome 3 du recueil de Canisius intitulé Antiquæ lectiones, Ingolstadt, 1601, in-4° ;
- De episcopali munere ac dignitate ; — De sublevandis pauperibus et egenis. C’est d’après la version latine de ces deux discours de St-Grégoire de Nazianze qu’Annibal Caro exécuta sa traduction italienne.

Quelques-uns des ouvrages de Sirleto sont restés inédits dans la Bibliothèque apostolique vaticane et dans celle de Naples.